# CGP-39551
CGP-39551 je antagonist NMDA receptora.